# Puja (Hinduismus)

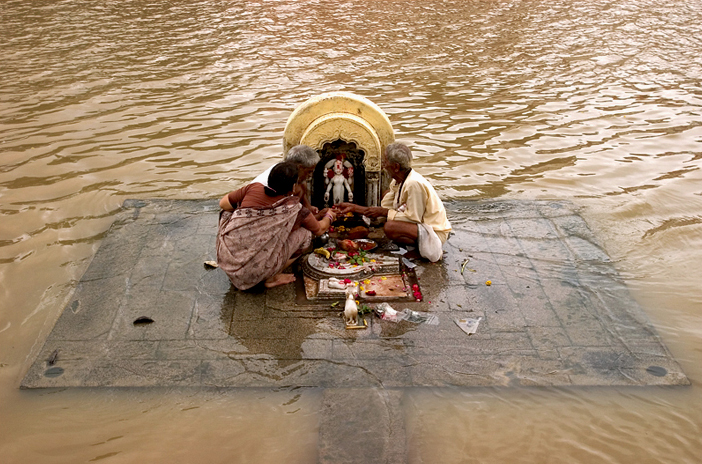
Drei Gläubige beim Opferritual am Ufer des Shipra während des Monsuns

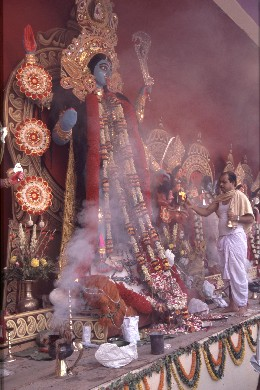
Opfergaben an die Göttin Kali.

Puja (Sanskrit, f., पूजा, pūjā, [puːʤɑː]) bedeutet in etwa „Verehrung“ oder „Ehrerweisung“. Die Puja gehört im Hinduismus als ein im Idealfall täglich praktiziertes Ritual zu den wichtigsten Bestandteilen des religiösen Alltags. Eine Puja im Buddhismus wird auf andere Art und Weise abgehalten.

## Ablauf
Grundsätzlich können hinduistische Pujas überall stattfinden, im eigenen Haus und Hof ebenso wie im Tempel oder in der Natur. Religiöse Praxis spielt sich im Hinduismus zu einem großen Teil im Hause ab. Dazu gehört die tägliche Puja. Gegenstand der Verehrung ist das Göttliche in einer Statue aus Metall oder anderen Materialien oder auch nur aus einem bunten Papierbild. Oft steht im Zentrum des Geschehens nicht die personale Darstellung, sondern ein Emblem, wie zum Beispiel ein Lingam oder ein Dreizack für Shiva. Sehr verbreitet ist auch die Anbetung des Göttlichen in bestimmten Pflanzen, wie zum Beispiel der Tulsi (Indisches Basilikum), oder einfach in einem Krug (kalasha) mit Wasser.
Die 14 Rituale sind eine brahmanische Tradition, bestehend aus folgenden regional unterschiedlichen Sequenzen:
1. Die Gottheit wird mit Mantren gebeten, im Bildnis anwesend zu sein.
2. Es wird symbolisch ein Sitz angeboten,
3. und wie einem hohen Gast bietet man der Gottheit Wasser zum Reinigen der Füße,
4. des Gesichtes und der Hände
5. sowie zum Spülen des Mundes an.
6. Dann wird sie mit der heiligen Schnur versehen und geschmückt.
7. Sie wird mit duftender Sandelholzpaste betupft,
8. und ihr werden Blüten dargeboten
9. sowie Räucherstäbchen
10. und ein brennendes Licht mit Butterschmalz (Dipa oder Aarti).
11. Dann wird ihr eine Opferspeise vorgesetzt
12. und anschließend Betel gereicht.
13. Schließlich erfolgt das Überreichen der Gaben,
14. und das Ritual endet mit dem ehrfurchtsvollen Umschreiten der Gottheit.

Nicht das Bild bzw. Emblem selbst ist Gegenstand der Verehrung, sondern das letztlich formlose Höchste darin. Aber Gott wird nicht nur außerhalb gedacht: In einer kurzen Meditation stellt sich der Priester das Göttliche bildhaft als im Herzen anwesend vor, entweder personal oder im Symbol. In manchen Pujas ist eine Blüte, vor das Herz gehalten, dann das äußere Zeichen für dessen Präsenz. Die Blüte hält der Priester unter die Nase und stellt sich vor, wie das Göttliche vom Herzen durch den Atem auf diese übergeht, und legt sie dann vor das Bildnis auf den Altar. Eine weitere Möglichkeit ist das „Leben geben“ in einer Shakti-Puja, dem Gottesdienst zu Ehren der Göttin: Mit einem kleinen Büschel Gras und einigen Körnern ungekochtem Reis in den Fingern, die eine ganz bestimmte Stellung einnehmen müssen, eine Mudra, berührt der Priester die Herzgegend der Statue bzw. des Bildes. Dazu spricht er vorgeschriebene Gebete, welche die Murti (Götterbild, Götterstatue) „lebendig“ machen und durch welche die Göttin dann als tatsächlich anwesend gedacht wird.
Immer begleiten formelle Gebete und Mudras (rituelle Handstellungen) die äußeren Tätigkeiten und erst dadurch wird das Geschehen wirksam. Die rituelle Sprache für den Priester ist Sanskrit. Pujas sind in den Veden ebenso wie in den Puranas beschrieben.
Wer sich die vorher beschriebenen 16 Dienste nicht leisten kann, beschränkt sich auf das Opfern von Räucherstäbchen, Butterlicht und Blüten. Auch die tägliche häusliche Puja ist kürzer und kann sich auf diese drei Gegenstände beschränken. Üblich ist die Lichtkreiszeremonie, Arati: Die Gegenstände werden betend unter dem Klang einer kleinen Glocke vor dem Altar geschwenkt. Arati wird (im Idealfall) täglich zweimal ausgeführt, von Männern ebenso wie von Frauen. In diesen häuslichen Pujas kann Sanskrit, aber auch die jeweilige Landessprache gesprochen werden. Zu Feiertagen oder besonderen Anlässen wie etwa Hauseinweihung, Hochzeit oder anderen Hindu-Sakramenten kommt auf Wunsch ein Priester ins Haus.
Dem Äußeren nach geht es im Prinzip darum, Gott als höchstem Gast Ehre zu erweisen. Man reicht als Opfergabe verschiedenste Speisen, gekochte ebenso wie ungekochte (die absolut rein sein müssen, vegetarisch – ohne Ei, Zwiebeln oder Knoblauch), Früchte, Milch, Joghurt, geklärte Butter und Honig. Anschließend verzehren die Gläubigen die Opferspeisen als Prasad. Der Priester beendet das Ritual mit einer formellen Verabschiedung – nach außen hin erkennbar, wenn er das Bildnis leicht hin und her bewegt.

### Feuergebet
Eine wichtige Form der Puja ist das Feuergebet – Agni Puja, Jaggya oder Homa genannt, wenn das Göttliche in seiner Flammenform, dem Agni, verehrt wird. In vedischer Zeit dürfte es das wichtigste Opferritual gewesen sein. Noch heute findet man diese Form zu bestimmten Anlässen, besonders wenn es um Reinigungszeremonie wie Einweihungen von Objekten geht, als Ritual bei den Hindu-Sakramenten und als Teil von Shaktipujas.
Der Priester zündet unter Gebeten das Feuerholz an, das je nach den räumlichen Voraussetzungen klein und in einer speziellen Kupferschüssel oder groß im Freien sein kann. Es wird von Steinen begrenzt. Nach und nach gibt er mit einem Löffel geschmolzene Butter, einhundertacht Blätter des „heiligen“ Belbaumes sowie bestimmte Samenkörner hinein, die das Feuer erhalten und gleichzeitig Opfer sind. Auch Blüten, Räucherstäbchen sowie kleine Stückchen der Opferspeisen werden hineingeworfen und dann eine Butterlampe geschwenkt. Bei rituellen Einweihungen oder Reinigungen trägt man die Flammen dann segnend durch alle Räume. Schließlich segnen sich die Anwesenden, indem sie mit beiden Händen über die Flammen und dann damit über Stirn und Scheitel streichen. Mit etwas Asche, vermischt mit rotem Pulver, gibt der Priester jedem einen Segenspunkt auf die Stirn und spricht Segensworte: „Dieses Zeichen gebe dir Frieden!“
Auch für Feuer-Pujas gibt es verschiedene Versionen.